# Stockblånad
Stockblånad är en skada som uppstår på sågtimmer och orsakas av blånadssvampar.
1946 var stockblånad den utan tvivel mest utbredda skadan på sågtimret och medförde stora värdeförluster för den svenska sågverksindustrin.
För att förhindra att blånadssvampar utvecklas i sågtimmer som måste förvaras i skogen över en sommar bör vattenhalten hållas så hög som möjligt. Det kan bland annat uppnås genom att virket förvaras obarkat.
Vissa undersökningar har visat att irullningstiden av timmer i flottled hade en dominerande betydelse för den senare utvecklingen av svampskador både i barkat och obarkat timmer.